# Brechtstraße 4 (Quedlinburg)

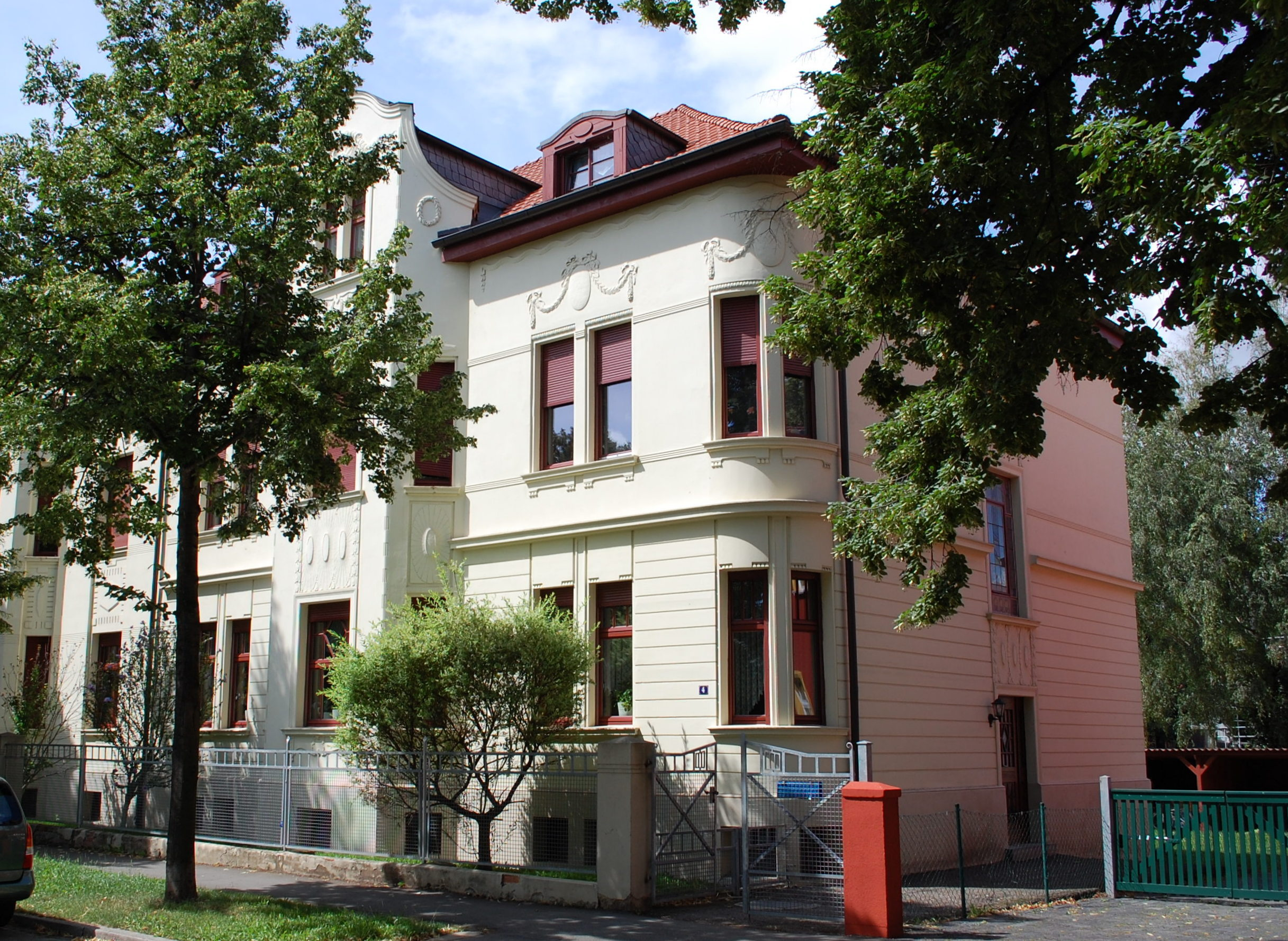
Haus Brechtstraße 4

Das Haus Brechtstraße 4 ist ein denkmalgeschütztes Gebäude in der Stadt Quedlinburg in Sachsen-Anhalt.

## Lage
Das Gebäude befindet sich nördlich der historischen Quedlinburger Innenstadt. Es ist im Quedlinburger Denkmalverzeichnis als Wohnhaus eingetragen. Südwestlich grenzt das gleichfalls denkmalgeschützte, als Gegenstück zu verstehende Haus Brechtstraße 3 an. 

## Architektur und Geschichte
Das zweigeschossige in massiver Bauweise errichtete Gebäude entstand im Jahr 1909. Die Gestaltung erfolgte in Formen des Jugendstils, wobei auch Einflüsse von Klassizismus und Régence zu erkennen sind. Zur Straße hin befindet sich ein Mittelrisalit. Die nordöstliche Gebäudeecke ist abgerundet.